# Jörg Bergmeister
Jörg Bergmeister (Leverkusen, 13 februari 1976) is een Duits autocoureur. Hij is vijfvoudig kampioen in de American Le Mans Series en won ook kampioenschappen in de Porsche Supercup en de Rolex Sports Car Series. In 2003 won hij de 24 uur van Daytona, en in 2010 zegevierde hij in de 24 uur van Spa-Francorchamps. Zijn vader Willi en broer Tim zijn eveneens autocoureurs.

## Carrière
Bergmeister begon zijn autosportcarrière op elfjarige leeftijd in het karting. Na vier jaar stapte hij over naar het formuleracing en debuteerde hij in de Formule König. In zijn eerste seizoen werd hij derde in de klasse, en in zijn tweede seizoen werd hij kampioen. Vervolgens kwam hij uit in de Formule Renault 2.0 en de Duitse Formule Opel. In de laatste klasse werd hij in 1995 vicekampioen.
Al snel stapte Bergmeister over naar de GT-racerij en debuteerde hij in de Duitse Porsche Carrera Cup. Hij zou tot 2001 actief blijven in deze klasse. Door de jaren heen verbeterden zijn resultaten. In 1999 werd hij derde, terwijl hij in 2000 gekroond werd tot kampioen in de klasse. Als gevolg van zijn successen breidde hij zijn race-activiteiten uit naar de Porsche Supercup, waar hij in 2001 in zijn eerste seizoen direct kampioen werd. In het Duitse kampioenschap werd hij dat jaar tweede achter Timo Bernhard.
In 2002 kreeg Bergmeister een contract als fabriekscoureur bij Porsche. Zijn eerste activiteit voor de fabrikant was zijn debuut in de 24 uur van Daytona. Samen met Bernhard, Kevin Buckler en Michael Schrom werd hij zevende in de race en won hij de GT-klasse. Bergmeister en Bernhard namen vervolgens deel aan het volledige seizoen van de American Le Mans Series (ALMS). Zij wonnen de race op Road America, maar hadden in de rest van het seizoen een aanzienlijke achterstand op Lucas Luhr en Sascha Maassen, ook fabriekscoureurs van Porsche. Tussendoor kreeg Bergmeister ook de kans om voor Freisinger Motorsport deel te nemen aan de 24 uur van Le Mans, waar hij samen met Maassen en Romain Dumas tweede werd in de GT-klasse.
In 2003 begon Bergmeister het seizoen opnieuw in de 24 uur van Daytona. Samen met Bernhard, Buckler en Schrom wist hij ditmaal de algehele race te winnen, nadat de nieuwe, sneller geachte auto's uit de Daytona Prototype-klasse te kampen hadden met technische problemen. Vervolgens keerden Bergmeister en Bernhard terug naar de ALMS. Het duo won dat jaar drie races op Road Atlanta, het Mosport Park en tijdens de Petit Le Mans. Waar Luhr en Maassen opnieuw kampioen werden, eindigden Bergmeister en Bernhard als derde.
In 2004 nam Bergmeister deel aan zijn derde 24 uur van Daytona, waarin hij in het middenveld eindigde. In de ALMS won hij vier races op de Sonoma Raceway, Mosport, Road America en Road Atlanta. Hij miste echter de 12 uur van Sebring vanwege ziekte; zijn reguliere teamgenoot Bernhard werd in deze race bijgestaan door Maassen. Om deze redenen werd Bernhard in zijn eentje gekroond tot kampioen, terwijl Bergmeister derde werd. Dat jaar reed hij ook in Europa: voor Freisinger Yukos Motorsport nam hij deel aan de 24 uur van Spa-Francorchamps en reed hij in nog een race van de FIA GT op het Autodromo Internazionale Enzo e Dino Ferrari. In beide gevallen eindigde hij op het podium. In de 24 uur van Le Mans won hij samen met Maassen en Patrick Long de GT-klasse.
In 2005 was Bergmeister niet langer fabriekscoureur bij Porsche. Hij breidde dat jaar zijn activiteiten uit naar de Rolex Sports Car Series, waarin hij voor Krohn Racing reed. Gedurende het seizoen wisselden Max Papis en Christian Fittipaldi elkaar af als zijn teamgenoot. Samen met Fittipaldi won hij de race op Watkins Glen International. Hij eindigde uiteindelijk als vierde in het kampioenschap. In de GT-klasse van de ALMS vormde hij bij Petersen/White Lightning een team met fabriekscoureur Long, met wie hij zes van de tien races won. De twee werden uiteindelijk gekroond tot kampioen in hun klasse. Verder reed Bergmeister samen met Long en Bernhard in de 24 uur van Le Mans, waarin zij achter de inschrijving van Mike Rockenfeller, Marc Lieb en Leo Hindery tweede werden in de GT2-klasse.

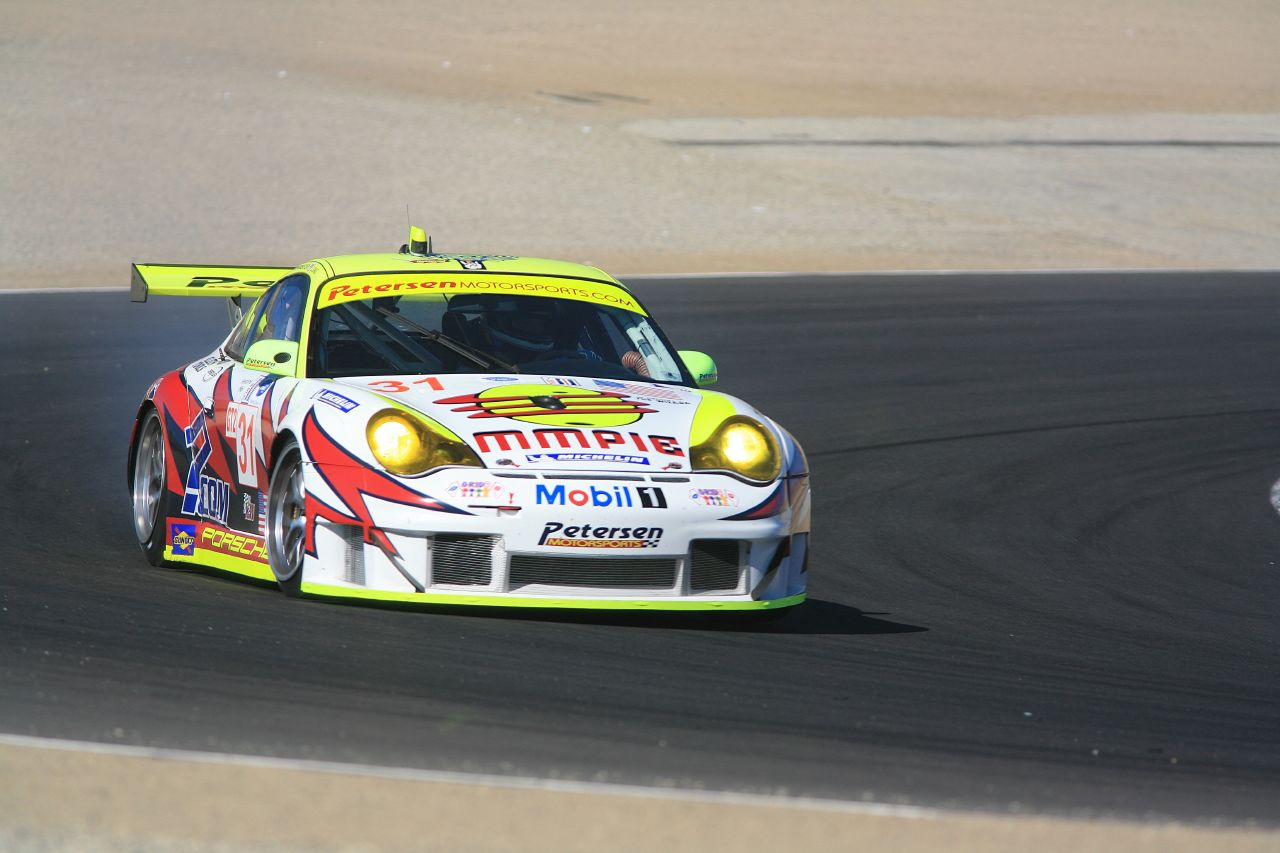
Jörg Bergmeister op Laguna Seca in 2006.

In 2006 bleef Bergmeister uitkomen in zowel de Rolex Sports Car Series als de ALMS. In de eerste klasse kreeg hij te maken met verschillende teamgenoten; gedurende het seizoen wisselden Colin Braun, Niclas Jönsson en Boris Said elkaar af. Bergmeister won drie races op Watkins Glen, de Daytona International Speedway en het Barber Motorsports Park. Hij werd gekroond tot kampioen in de klasse. In de ALMS wist hij zijn titel met succes te verdedigen. Hier won hij drie races op het Lime Rock Park, Road America en Road Atlanta. Aan het eind van het jaar testte hij een Daytona Prototype-auto van het team Alex Job Racing, voor wie hij in het verleden enkele jaren uitkwam. Vervolgens werd hij opnieuw fabriekscoureur bij Porsche.
In 2007 kende hij een moeilijker seizoen dan voorheen. In de Rolex Sports Car Series behaalde hij samen met Long weliswaar een zege op Laguna Seca, maar in de rest van de races eindigde hij vooral in het middenveld. Hij werd vijftiende in het klassement. In de ALMS ging het een stuk beter: hij stapte over naar het team Flying Lizard Motorsports, waar hij Johannes van Overbeek als teamgenoot kreeg. Het duo won drie races op Lime Rock, de Mid-Ohio Sports Car Course en Road Atlanta en werd achter het duo Mika Salo en Jaime Melo, Jr. tweede in de klasse.

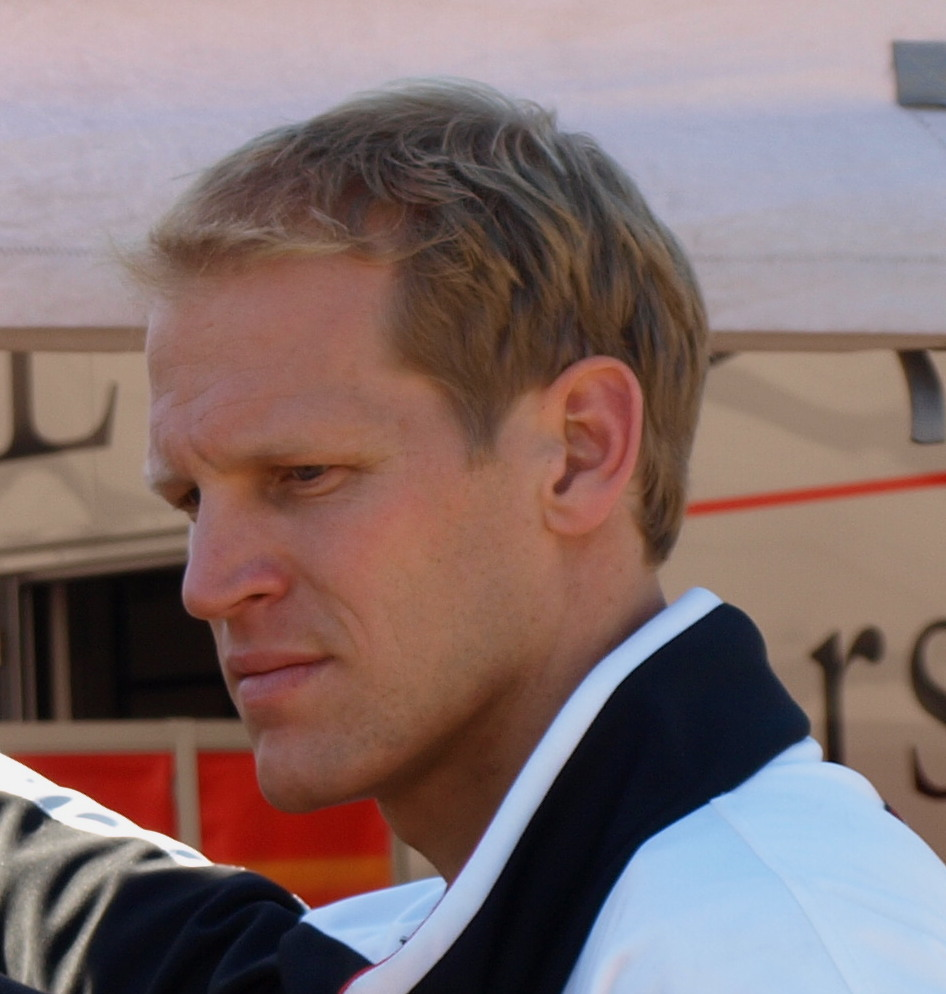
Jörg Bergmeister op Road Atlanta in 2008.

In het seizoen 2008 richtte Bergmeister zich vooral op de ALMS. In de Rolex Sports Car Series reed hij enkel in de 24 uur van Daytona, waar hij vanwege technische problemen in het middenveld eindigde. In de ALMS won hij samen met Lieb en Wolf Henzler de 12 uur van Sebring. Samen met Henzler won hij vervolgens ook de races op het Miller Motorsports Park, Lime Rock en het Belle Isle Park, waardoor hij zijn derde kampioenschapstitel behaalde. Daarnaast reed hij ook als teamgenoot van zijn broer Tim in enkele races van de ADAC GT Masters. Zij wonnen beide races op de Lausitzring en Tim werd kampioen in de klasse.
In 2009 reed Bergmeister de 24 uur van Daytona voor het team The Racer's Group. Samen met Long, Justin Marks, Andy Lally en R. J. Valentine won hij de GT-klasse van deze race. In de ALMS reed hij voor Flying Lizard Motorsports en behaalde hierin als teamgenoot van Long de overwinning in zes van de tien races. Hierdoor werd hij voor de vierde keer kampioen in de GT-klasse. Ook reed hij enkele races voor het team Trackspeed in het Britse GT-kampioenschap.
In 2010 behaalde Bergmeister een podiumplaats in de 24 uur van Daytona, die hij deelde met Long, Van Overbeek en teameigenaar Seth Neiman. Vervolgens won hij in de ALMS vier races in de GT-klasse op het Stratencircuit Long Beach, Laguna Seca, Lime Rock en Mosport. Samen met Long werd hij kampioen in deze klasse. Verder reed hij samen met zijn broer opnieuw in enkele races van de ADAC GT Masters, waarin zij samen een zege op de Hockenheimring Baden-Württemberg behaalden. Verder won hij samen met Dumas, Henzler en Martin Ragginger de 24 uur van Spa-Francorchamps.
In 2011 behaalde Bergmeister samen met Long, Van Overbeek en Neiman de pole position in de 24 uur van Daytona, maar de race verliep teleurstellend en zij moesten kort voor de finish uitvallen. In de ALMS behaalde hij een overwinning met Long in de race op Laguna Seca en eindigde zodoende als vierde in het kampioenschap. In 2012 won hij met Long de race op Lime Rock in de ALMS en behaalde hij nog drie andere podiumplaatsen, waardoor het duo vijfde werd.

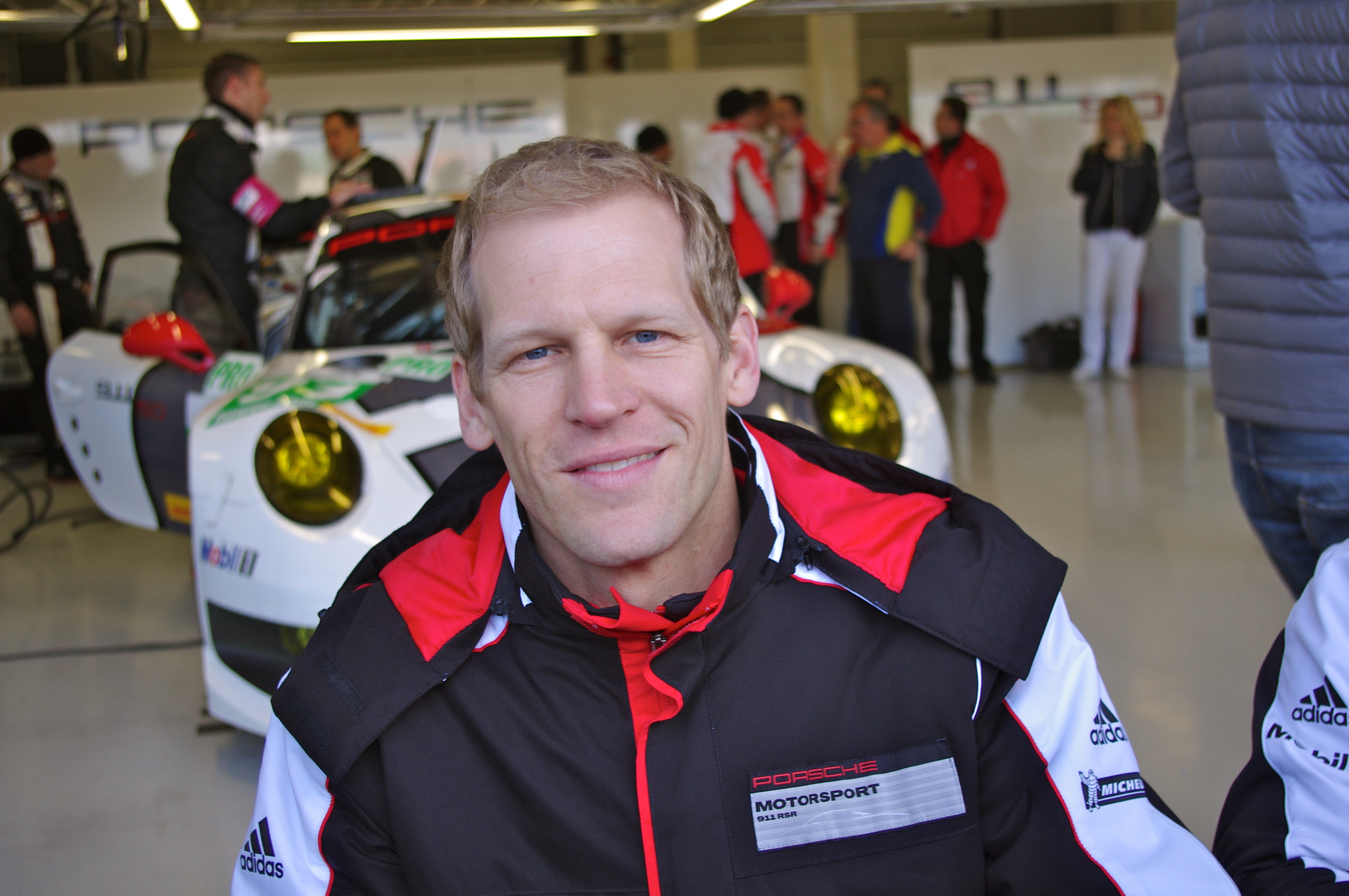
Jörg Bergmeister op Silverstone in 2013.

In 2013 stapte Bergmeister over naar het FIA World Endurance Championship (WEC), waarin hij in de LMGTE Pro-klasse uitkwam voor het Porsche AG Team Manthey. Hij vormde hier een team met Patrick Pilet en, in de eerste drie races van het seizoen, Bernhard. In de 24 uur van Le Mans werd hij tweede achter de andere inschrijving van dit team, bestaande uit Lieb, Dumas en Richard Lietz. Hiernaast behaalde hij nog vier andere podiumplaatsen op het Autódromo José Carlos Pace, de Fuji Speedway, het Shanghai International Circuit en het Bahrain International Circuit. Hij werd zesde in het kampioenschap met 99,5 punten.
In 2014 won Bergmeister met Long en Michael Christensen de 12 uur van Sebring. In het WEC had hij gedurende het seizoen afwisselend Pilet, Lietz en Nick Tandy als teamgenoten. Hij behaalde drie podiumplaatsen op Silverstone, het Circuit de Spa-Francorchamps en Shanghai. Met 99 punten werd hij opnieuw zesde in de eindstand. Ook reed hij een race in de GT300-klasse van de Super GT op de Suzuka International Racing Course als teamgenoot van zijn broer en Akihiro Tsuzuki, waarin hij zesde werd.
In 2015 keerde Bergmeister terug naar de Verenigde Staten om deel te nemen aan de GTLM-klasse van het United SportsCar Championship, dat ontstond nadat de ALMS en de Rolex Sports Car Series waren gefuseerd. Hij reed hierin voor het team Porsche North America. Gedurende het seizoen had hij afwisselend Christensen, Tandy, Lietz, Earl Bamber en Frédéric Makowiecki als teamgenoten. Hij behaalde podiumfinishes op Watkins Glen, Road America en de Virginia International Raceway en werd zo met 276 punten zesde in de eindstand. Hij keerde wel terug naar Europa voor de 24 uur van Le Mans, waarin hij met Lietz en Christensen vijfde werd in de GTE Pro-klasse.

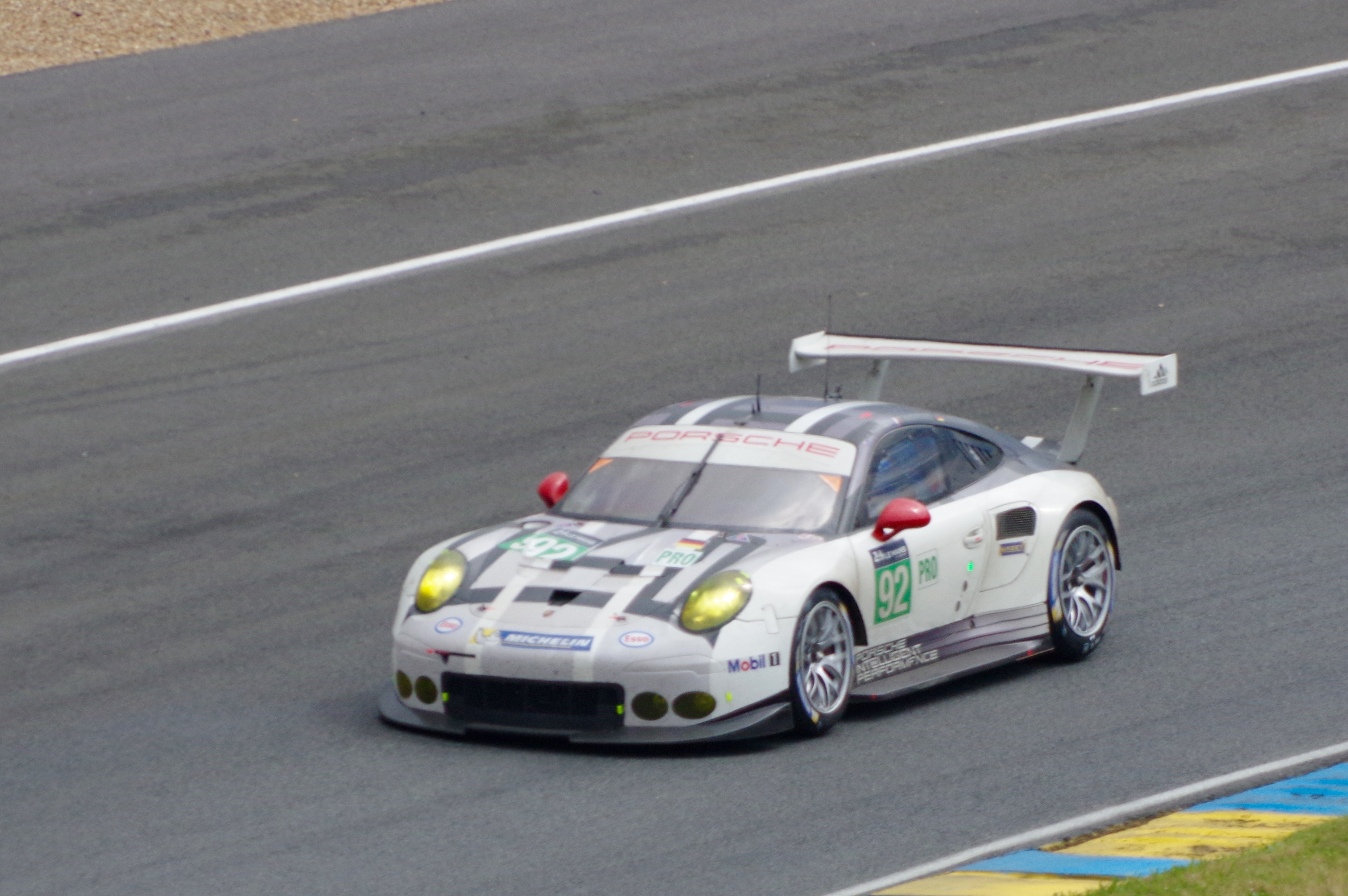
Jörg Bergmeister tijdens de 24 uur van Le Mans in 2016.

In 2016 kwam Bergmeister in het IMSA SportsCar Championship uit in de GTD-klasse, waarin hij voor Park Place Motorsports ging rijden. Gedurende het seizoen was Patrick Lindsey zijn vaste teamgenoot, terwijl hij ook Matt McMurry, Norbert Siedler en Jan Heylen als co-coureurs kreeg. Hij behaalde podiumplaatsen op Belle Isle en Road America en werd met 203 punten elfde in de eindstand. Daarnaast keerde hij terug in de Super GT, waarin hij als teamgenoot van Naoya Yamano in vijf van de acht races reed. Een podiumfinish op de Twin Ring Motegi was hierbij zijn hoogtepunt.
In 2017 reed Bergmeister opnieuw in de IMSA met dezelfde teamgenoten als in het voorgaande jaar. Hij behaalde een zege in de race op Lime Rock en stond hij daarnaast ook in de races op Road America, Laguna Seca en Road Atlanta op het podium. Met 275 punten werd hij tiende in de eindstand. Ook reed hij in drie van de elf raceweekenden van de Pirelli World Challenge bij het team Wright Motorsports als teamgenoot van Long. Hij behaalde hierin een overwinning op het Circuit of the Americas en twee andere podiumplaatsen.
In het seizoen 2018-19 keerde Bergmeister terug in het WEC, ditmaal in de LMGTE Am-klasse voor het Team Project 1 met Lindsey en Egidio Perfetti als teamgenoten. Het trio won twee races op Fuji en in de 24 uur van Le Mans. Met 151 punten werden zij gekroond tot kampioen in de klasse. Daarnaast reed hij in vijf races van de IMSA, met een podiumfinish op Laguna Seca als beste resultaat. Na dit seizoen kondigde hij zijn afscheid als autocoureur aan. Deze was van korte duur, aangezien hij in 2020 terugkeerde in de 24 uur van de Nürburgring nadat enkele fabriekscoureurs van Porsche positief waren getest op COVID-19. Voor het Team KCMG werd hij dertiende in de race. Ook nam hij deel aan de seizoensfinale van het WEC in Bahrein, waarin hij samen met Perfetti en Larry ten Voorde de race wist te winnen. Na dit jaar stopte hij alsnog als coureur.